# Karen Allen
Karen Jane Allen (Carrolton, 5 de outubro de 1951) é uma atriz norte-americana. Conhecida principalmente por ter feito os filmes Indiana Jones.

## Filmografia

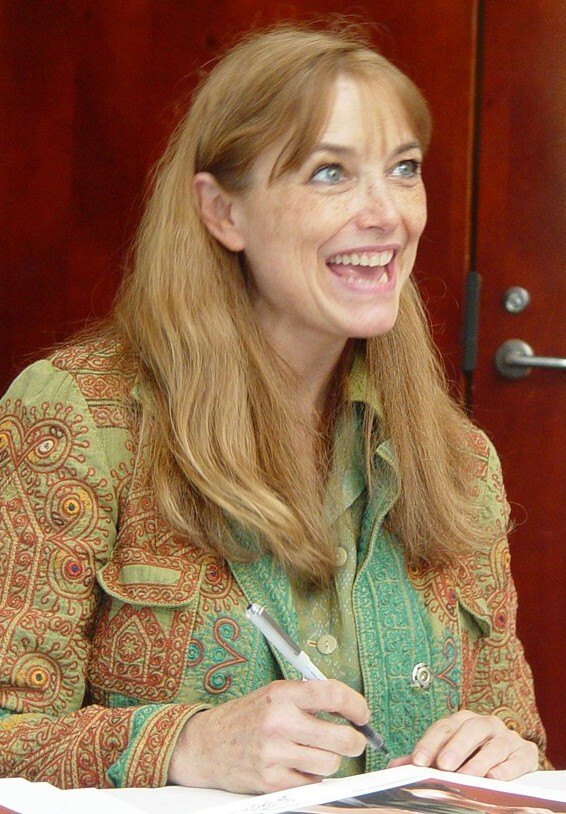
Karen Allen em 2006, de cabelos loiros, autografando.

### No cinema
| Ano  | Título                                             | Personagem              | Notas    |
| ---- | -------------------------------------------------- | ----------------------- | -------- |
| 1978 | National Lampoon's Animal House                    | Katy                    |          |
| 1978 | Lovey: A Circle of Children, Part II               | Elizabeth               |          |
| 1979 | Manhattan                                          | —                       |          |
| 1979 | The Wanderers                                      | Nina                    |          |
| 1980 | Cruising                                           | Nancy                   |          |
| 1980 | A Small Circle of Friends                          | Jessica Bloom           |          |
| 1981 | Raiders of the Lost Ark                            | Marion Ravenwood        |          |
| 1982 | Shoot the Moon                                     | Sandy                   |          |
| 1982 | Split Image                                        | Rebecca/Amy             |          |
| 1984 | Until September                                    | Mo Alexander            |          |
| 1984 | Starman                                            | Jenny Hayden            |          |
| 1987 | Terminus                                           | Gus                     |          |
| 1987 | The Glass Menagerie                                | Laura Wingfield         |          |
| 1988 | Backfire                                           | Mara McAndrew           |          |
| 1988 | Scrooged                                           | Claire Phillips         |          |
| 1989 | Animal Behavior                                    | Alex Bristow            |          |
| 1990 | Challenger                                         | Christa McAuliffe       |          |
| 1990 | Secret Weapon                                      | Ruth                    |          |
| 1991 | Sweet Talker                                       | Julie Maguire           |          |
| 1992 | Nonesense and Lullabyes: Nursery Rhymes            | —                       |          |
| 1992 | The Turning                                        | Glory Lawson            |          |
| 1992 | Malcolm X                                          | Miss Dunne              |          |
| 1992 | Nonesense and Lullabyes: Poems                     | —                       |          |
| 1995 | Rapture                                            | Georgianne Corcoran     |          |
| 1995 | The Sandlot                                        | Mom                     |          |
| 1995 | King of the Hill                                   | Miss Mathey             |          |
| 1995 | Voyage                                             | Catherine 'Kit' Norvell |          |
| 1995 | Ghost in the Machine                               | Terry Munroe            |          |
| 1996 | Hostile Advances: The Kerry Ellison Story          | Margaret                |          |
| 1997 | 'Til There Was You                                 | Betty Dawkan            |          |
| 1997 | All the Winters That Have Been                     | Hannah Raven            |          |
| 1998 | Falling Sky                                        | Resse Nicholson         |          |
| 1999 | The Basket                                         | Bessie Emery            |          |
| 2000 | Wind River                                         | Martha (Wilson)         |          |
| 2000 | The Perfect Storm                                  | Melissa Brown           |          |
| 2001 | In the Bedroom                                     | Marla Keyes             |          |
| 2001 | My Horrible Year!                                  | Belinda Faulkner        |          |
| 2001 | World Traveler                                     | Delores                 |          |
| 2001 | Shaka Zulu: The Citade                             | Katherine Farewell      |          |
| 2003 | Briar Patch                                        | Butcher Lee             |          |
| 2003 | Where Are They Now?: A Delta Alumni Update         | Katy Schoenstein        |          |
| 2003 | The Root                                           | —                       |          |
| 2004 | Poster Boy                                         | Eunice Kray             |          |
| 2004 | When Will I Be Loved                               | Alexandra Barrie        |          |
| 2008 | Indiana Jones and the Kingdom of the Crystal Skull | Marion Ravenwood        |          |
| 2009 | A Dog Day                                          | Paula                   | Dublagem |
| 2010 | White Irish Drinkers                               | Margaret                |          |
| 2010 | November Christmas                                 | Claire Sanford          |          |
| 2012 | The Tin Star                                       | Eliza Flynn             |          |
| 2015 | Bad Hurt                                           | Elaine Kendall          |          |
| 2016 | Year by the Sea                                    | Joan                    |          |
| 2019 | Colewell                                           | Nora                    |          |

### Na televisão
| Ano  | Título                            | Personagem     | Notas                         |
| ---- | --------------------------------- | -------------- | ----------------------------- |
| 1979 | Knots Landing                     | Annie          | Episódio: Piloto              |
| 1981 | East of Eden                      | Abra           | Partes: 1, 2 e 3              |
| 1986 | Alfred Hitchcock Presents         | Jackie Foster  | Episódio: The Creeper         |
| 1994 | The Road Home                     | Alison Matson  | 6 Episódios                   |
| 1996 | Law & Order                       | Judith Sandler | Episódio: Survivor            |
| 2001 | Law & Order: Special Victims Unit | Paula Varney   | Episódio: Scourge             |
| 2014 | Blue Bloods                       | Betty Lowe     | Episódio: Unfinished Business |